# Baie-d'Urfé
Baie-d'Urfé es una ciudad de la provincia de Quebec, Canadá. Es una de las ciudades que conforman la Comunidad metropolitana de Montreal y a su vez, hace parte de la aglomeración de Montreal y de la región administrativa de Montreal. Hace parte de las circunscripciones electorales de Jacques-Cartier a nivel provincial y de Lac-Saint-Louis a nivel federal.

## Geografía
Baie-d'Urfé se encuentra ubicada en las coordenadas 45°25′00″N 73°55′00″O / 45.41667, -73.91667. Según Statistique Canada, tiene una superficie total de 6,03 km² y es una de las 1135 municipalidades en las que está dividido administrativamente el territorio de la provincia de Quebec.

## Demografía
Según el Censo de Canadá de 2011, había 3850 personas residiendo en esta ciudad con una densidad poblacional de 638.8 hab./km². Los datos del censo mostraron que de las 3902 personas en 2006, en 2011 el cambio poblacional fue una disminución de 52 habitantes (-1.3%). El número total de inmuebles particulares resultó de 1423 con una densidad de 235.99 inmuebles por km². El número total de viviendas particulares que se encontraban ocupadas por residentes habituales fue de 1385.